# Жълтият Ролс-Ройс
„Жълтият Ролс-Ройс“ (на английски: The Yellow Rolls-Royce) е британски филм от 1965 година, драма на режисьора Антъни Аскуит по сценарий на Терънс Ратиган. Главните роли се изпълняват от плеяда актьори, популярни през втората половина на XX век. Състои се от епизоди, свързващият елемент между които е оцветена в жълто и черно кола от марката "Ролс Ройс", но в които действащите лица са различни и случките около тях се развиват в различно време; изпълнителите на главните роли също са ангажирани само за по 1 епизод.

## Сюжет

### Епизод 1
Лорд Чарлз Фринтън печели победа в прочутата Надпревара в Аскот с чистокръвния си кон, но вместо да се зарадва той открива предателството (изневярата) на съпругата си Елоиза, консумирано в жълтия Ролс-Ройс, закупен от него по повод 10-годишнина от сватбата им.

### Епизод 2
Италиано-американският гангстер Паоло Малтезе купува същия жълт Ролс-Ройс, за да разгледа забележителностите на Италия в компанията на любовницата си Мей Дженкинс. По време на екскурзията му се налага да замине за няколко дни до САЩ поради бизнес-ангажимент. Мей започва връзка със Стефано, млад фотограф което има трагични последици.

### Епизод 3
Югославия, 1941 година по време на германското нашествие (през Втората Световна война), американката Герда Милет, аристократична вдовица, е поканена да посети югославският крал, с която цел тя купува на старо автомобила и си наема шофьор. Разбралият за нейното пътуване югославски партизанин Давич я моли да го вземе със себе си. По пътя те се сприятеляват и тя помага с колата на партизаните.

## В ролите

### Епизод 1
| Актьор        | Роля                          |
| ------------- | ----------------------------- |
| Рекс Харисън  | Лорд Чарлз, Маркис на Фринтън |
| Жана Моро     | Елоиза, Маркиза на Фринтън    |
| Едмънд Пърдом | Джон Файн                     |
| Мойра Листър  | Анжела, лейди Сейнт Симеон    |
| Иза Миранда   | Дукеса д'Ангулем              |

### Епизод 2
| Актьор        | Роля             |
| ------------- | ---------------- |
| Шърли Маклейн | Мей Дженкинс     |
| Джордж Скот   | Паоло Малтезе    |
| Арт Карни     | Джоуи Фридлендър |
| Ален Делон    | Стефано          |

### Епизод 3
| Актьор         | Роля             |
| -------------- | ---------------- |
| Ингрид Бергман | Герда Милет      |
| Омар Шариф     | Давич            |
| Джойс Гренфел  | Хортенз Астор    |
| Мартин Милър   | Главен сервитьор |